# Žeje (gmina Naklo)
Žeje – wieś w Słowenii, w gminie Naklo. W 2018 roku liczyła 114 mieszkańców.